# Belforte del Chienti
Belforte del Chienti là một đô thị ở tỉnh Macerata ở vùng Marche, có vị trí cách khoảng 80 km về phía nam của Ancona và khoảng 50 km về phía đông nam của Macerata. Tại thời điểm ngày 31 tháng 12 năm 2004, đô thị này có dân số 1.660 người và diện tích là 15,9 km².
Belforte del Chienti giáp các đô thị: Caldarola, Camporotondo di Fiastrone, Serrapetrona, Tolentino.